# Stazione di Avio
Stazione di Avio vasútállomás Olaszországban, Trentino-Alto Adige régióban, Avia településen.

## Vasútvonalak
Az állomást az alábbi vasútvonalak érintik:
- Brenner-vasútvonal

## Kapcsolódó állomások
A vasútállomáshoz az alábbi állomások vannak a legközelebb: 
- Stazione di Ala
- Stazione di Borghetto sull'Adige